# 宝源路 (上海)
寶源路是位於中華人民共和國上海市靜安區一條西南-南北走向瀝青道路，道路西南起自寶山路，先後與寶昌路、寶通路、東寶興路等道路相交，最終北至俞涇浦岸邊。道路全长630米，宽6至9米，其中车行道寬3至6米。道路建於1913年。